# Brazylijski Ruch Demokratyczny
Brazylijski Ruch Demokratyczny (port. Movimento Democrático Brasileiro, MDB, od 30 czerwca 1981 do 19 grudnia 2017 także pod nazwą Partia Ruchu Demokratycznego Brazylii, Partido do Movimento Democrático Brasileiro, PMDB) – brazylijska centrowa partia polityczna.
Z ramienia partii urząd prezydenta Brazylii sprawowały trzy osoby: José Sarney (1985–1990), Itamar Franco (1992–1995) i Michel Temer (2016–2019). Tancredo Neves został wybrany na stanowisko prezydenta w 1985, ale zmarł przed objęciem urzędu. 